# Calliodentalium
Calliodentaliidae là một họ động vật thân mềm thuộc bộ Dentaliida. Họ này chỉ bao gồm một chi: Calliodentalium Habe, 1964.

## Các loài
- Calliodentalium balanoides (Plate, 1908)
- Calliodentalium callipeplum (Dall, 1889)
- Calliodentalium crocinum (Dall, 1907)
- Calliodentalium semitracheatum (Boissevain, 1906)